# Corset

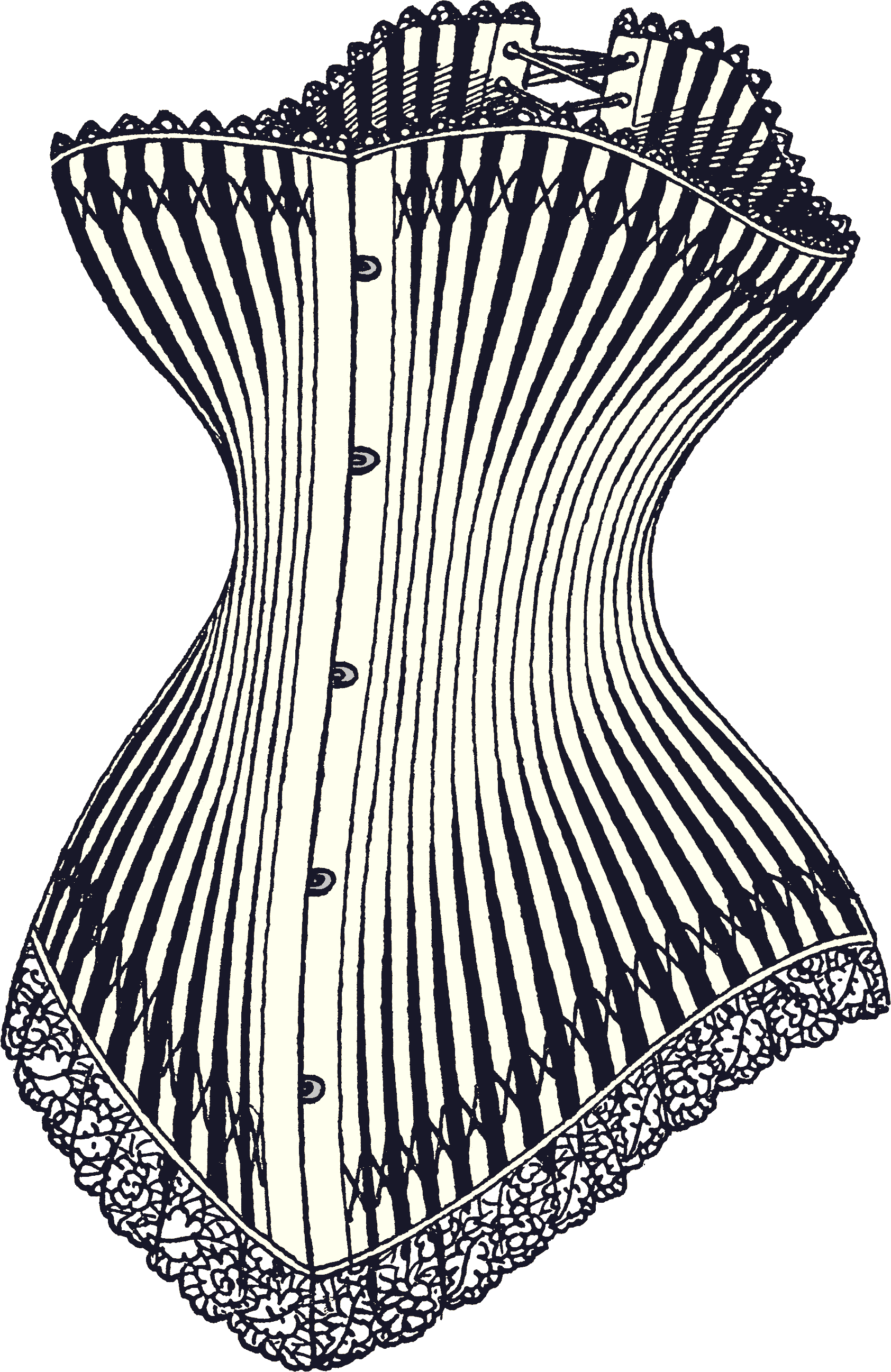
Một bản vẽ của một sự xa xỉ corset đồng hồ cát từ năm 1878, gồm có một nịt ngực buộc ở phía trước và viền ở phía sau

Áo corset là một loại áo được mặc để định hình cơ thể thành dáng người đồng hồ cát mà phụ nữ thường ao ước. Tác dụng của áo không chỉ để đẹp mà còn cải thiện tư thế (thẳng cột sống), và đẩy ngực cao hơn. Cả nam giới và phụ nữ đều có thể mặc áo corset (áo nịt ngực), dù nó phổ biến hơn cho phụ nữ.
Từ cuối thế kỷ 20, ngành công nghiệp thời trang đã dùng từ "corset" để chỉ những chiếc áo có hình dạng giống áo corset truyền thống nhưng có mục đích sử dụng khác. Những chiếc áo corset thời trang thường có viền hoặc xương giống áo cổ điển nhưng lại có ít ảnh hưởng đến hình dạng của cơ thể của người mặc. Áo corset ngày xưa thường được sản xuất bởi một những người chuyên tạo ra corset để vừa khít với người mặc.

## Nguồn gốc

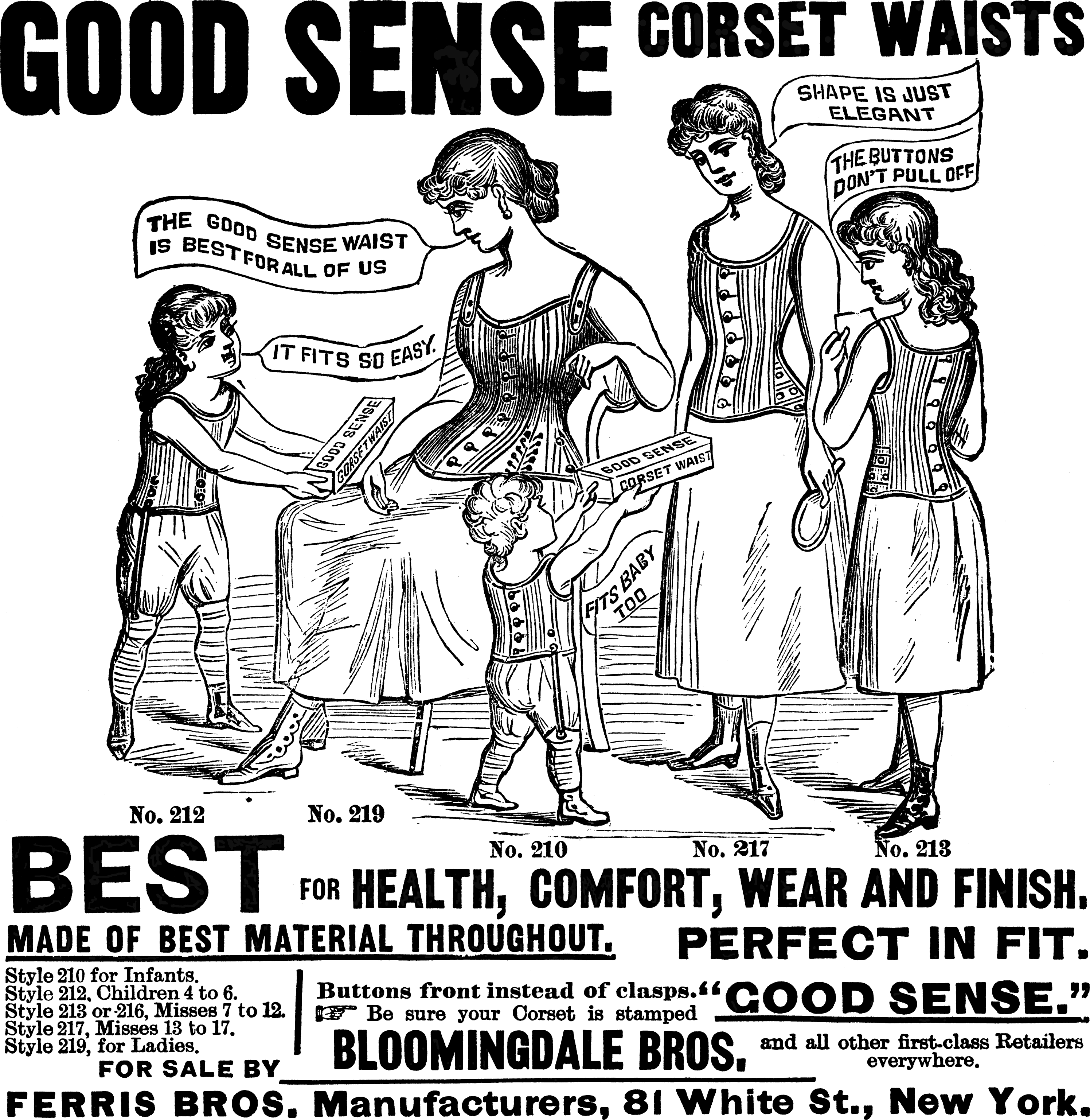
Quảng cáo áo nịt cho trẻ em, 1886

### Trong tình ái

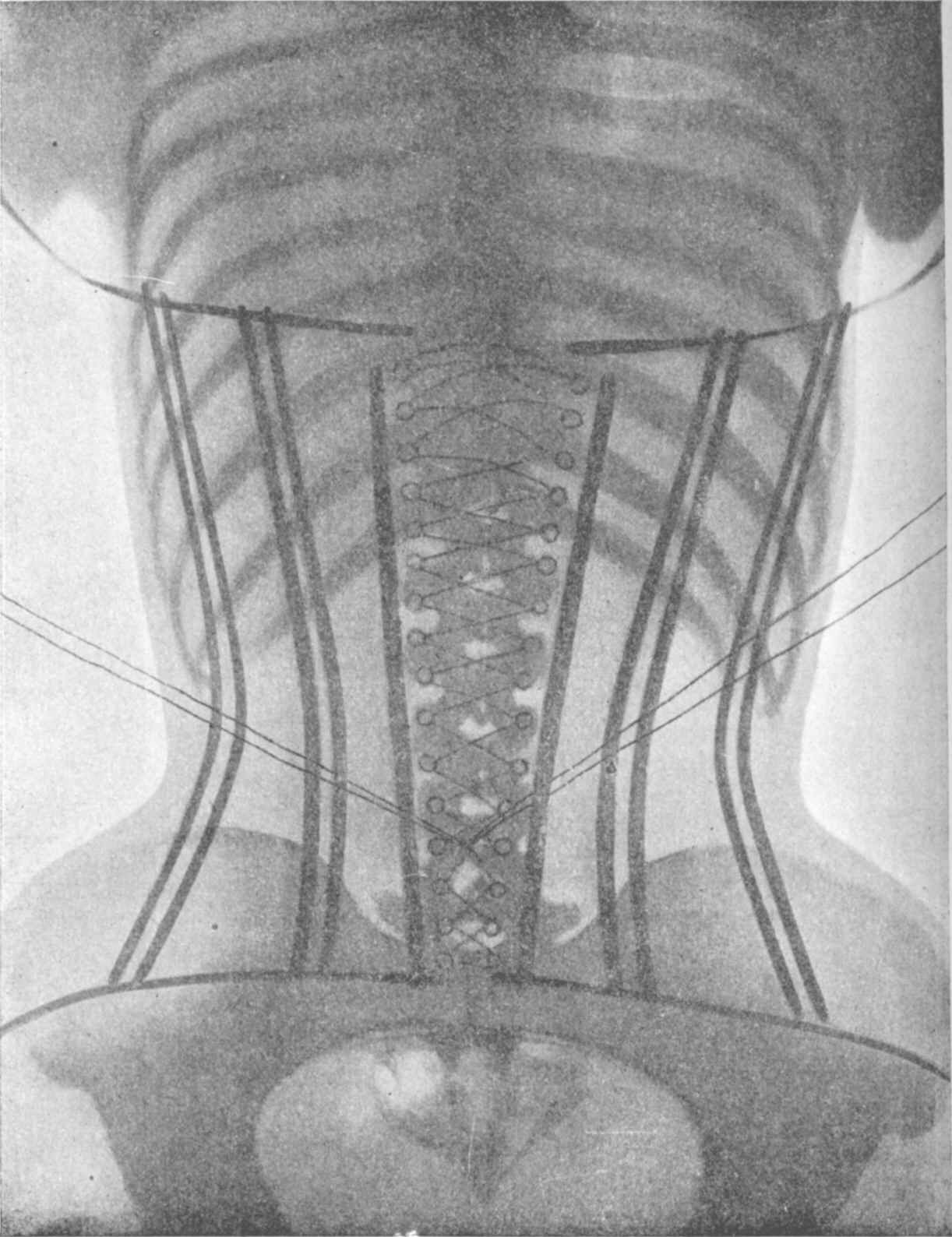
X-quang của một người phụ nữ trong một corset